# Пропавший без вести (телесериал)
«Пропа́вший без ве́сти» (англ. The Missing) — британский драматический телесериал. Премьера сериала состоялась на BBC One в Великобритании и на Starz в США. Восьмисерийный первый сезон написан Гарри Уильямсом и Джеком Уильямсом и срежиссирован Томом Шенклэндом. Джеймс Несбитт и Фрэнсис О’Коннор исполнили роли Тони и Эмили Хьюз — супругов,  пятилетний сын которых пропал во Франции, а Чеки Карио Жюльена Батиста, отставного французского полицейского, который ведёт расследование этого дела.
Сериал был продлён на второй сезон, который сосредоточится на новом деле о пропаже человека. Дэвид Моррисси и Кили Хоус играют супругов Сэма и Джемму Уэбстер, чья дочь Элис, числившаяся пропавшей без вести на протяжении одиннадцати лет, таинственным образом возвращается домой. Дело также ведёт Жюльен Батист.
В феврале 2019 года на BBC One был показан спин-офф сериала под названием "Баптист", снова с Карио в главной роли и написанный Джеком и Гарри Уильямсами.

## Актёрский состав
- Чеки Карио — Жюльен Батист
- Анастасия Хилл[англ.] — Селия Батист

| - Джеймс Несбитт — Тони Хьюз - Фрэнсис О’Коннор — Эмили Хьюз - Кен Стотт — Иэн Гаррет - Джейсон Флеминг — Марк Уолш - Аршер Али — Малик Сури - Саид Тагмауи — Халид Зиан - Титус Де Вогдт — Винсент Борг - Эмили Декенн — Лоранс Рело - Эрик Годон — Жорж Делуа | - Дэвид Моррисси — капитан Сэм Уэбстер - Кили Хоус — Джемма Уэбстер - Роджер Аллам — бригадир Эдриан Стоун - Лора Фрейзер — сержант Ева Стоун - Лиа Уильямс — Надя Херц - Эбигейл Хардингэм — Элис Уэбстер / Софи Гиро - Джейк Дэвис — Мэттью Уэбстер - Оулавюр Дарри Оулафссон — Стефан Андерсен - Флориан Бартоломай — Джон Ленхарт - Филип Питерс — Кристиан Херц - Дерек Ридделл — майор Адам Геттрик |

## Отзывы критиков
Сериал «Пропавший без вести» получил признание критиков. На сайте-агрегаторе Rotten Tomatoes шоу имеет 96% „свежести“, со средним рейтингом 8,4/10, основанным на 28-и рецензиях. Критический консенсус сайта гласит: «„Пропавший без вести“ обернул стандартную завязку в выдающийся триллер с проникновенной и поразительной актёрской игрой». На Metacritic сериал имеет 85 баллов из ста, что основано на 21-м отзыве демонстрирующем „всеобщее признание“.